# Roberto Sanseverino
Pour les articles homonymes, voir Sanseverino (homonymie).
Pour les autres membres de la famille, voir Sanseverino (famille).
Roberto Sanseverino ou Roberto Sanseverino d'Aragona ou encore Roberto di San Severino, né en mai 1418 et mort le 10 août 1487, est un condottiere italien du XVe siècle. Comte de Colorno de 1458 à 1477, date à laquelle il renonce en faveur de son fils Gianfrancesco, il fut également, à partir de 1460, le premier comte de Caiazzo.

Armoiries de Roberto Sanseverino (Statuts de l'Ordre du Croissant)

## Biographie
Issu de la riche et puissante famille des Sanseverino, originaire de Salerne, Roberto Sanseverino est le fils de Leonetto Sanseverino et d'Elisa Sforza, la sœur du duc de Milan Francesco Sforza. Il obtint du roi de Naples Ferdinand Ier la permission d'ajouter « d'Aragona » à son nom.
Il se forme auprès de Muzio Attendolo dont il épouse une des filles. À partir de 1448, il combat aux côtés de son oncle Francesco Sforza contre la République ambrosienne, gouvernement républicain crée à Milan en 1447 après la mort de Filippo Maria vIsconti mort sans héritier mâle. Après la paix de Lodi, Jacopo Piccinino, fils de Niccolo Piccinino, pour garder auprès de lui une condotta, autorise les soldats qu'il ne peut plus payer à commettre des pillages en Romagne et en Toscane, autour de Sienne, puis en Ombrie et dans les terres proches de Rome. Le pape Calixte III réclame de l'aide auprès des Milanais qui envoient Roberto de Sanseverino pendant l'été 1455. Celui-ci n'engage pas vraiment le combat ce qui permet à Piccinino de se tirer d'affaire. La confusion s'installe entre les meilleurs condottieri quand Sigismondo Malatesta intervient. Las des combinaisons politiques, Roberto de Sanseverino part en pèlerinage en Terre Sainte. Cette expérience mystique renforce son tempérament réfléchi et calculateur. 
Après 1465, il participe à de nombreuses batailles sans fougue excessive, à tel point que son chef, Franscesco Sforza, doute de son efficacité. Lorsque celui-ci décède, il n'apprécie pas le jeune duc qui lui succède, Galeazzo Maria Sforza, qui, violent et tourmenté, asservit ses sujets et les soumet à des sévices. il attend son heure calmement avant de soutenir Ludovico Sforza, le frère de Galeazzo. 
En 1476, lors de la bataille de San Germano contre l'armée de Louis XI, appuyé par Pietro dal Verne et Ludovico Gonzaga, il met en déroute les Français avant de préparer l'hivernage au pied des Alpes. Après l'assassinat de Galeazzo Sforza et l'échec des conjurés dans leur tentative de prise de pouvoir, les héritiers ses déchirent. Sanseverino est envoyé à Gênes pour mater une révolte. À la tête des troupes génoises, il remporte sur Sforzino, le fils naturel de Francesco Sforza, la bataille de Due Gemelli en 1478 avant de revenir à Milan où une guerre civile fait rage. En 1480, il réclame une augmentation de salaire qui lui est refusée. Ludovico il Moro, jusqu'alors attentif à ses conseils et à son jugement, s'éloigne de lui. En 1482, il quitte le duché, ne respectant pas les clauses de son contrat. Abandonné par les capitaines, il est seul avec sa condotta et pourchassé par des contingents. Il rejoint alors Venise qui recrute des forces armées pour mener la guerre de Ferarre. 
Les victoires vénitiennes qui se succèdent lui sont ensuite attribuées. Depuis que Girolamo Riario a pris Forli et vise Ferrare, la république de Venise cherche à limiter ses ambitions ainsi que celles des serviteurs du Pape. Lorsque Ercole Ier d'Este décide de contourner le monopole du sel maintenu par Venise à Comacchio et cherche à prélever à son profit, les péages perçus sur la navigation fluviale du Pô, une coalition se forme autour de lui qui regroupe Ferdinand Ier de Naples, Ludovico il Moro, Federico Ier de Mantoue et Giovanni II Bentivoglio de Bologne, tous cherchant à contrer la vigueur de l'expansionnisme vénitien. Les coalisés confient leur troupe à Federico da Montefeltro qui est rapidement victime de la fièvre des marais contactée dans les marécages du delta du Pô. Il est remplacé par son fils Guidobaldo. Venise fournit à Roberto da Sanseverino l'appoint de Girolamo Riario ainsi que des bataillons de redoutables stradiotes grecs et albanais qui se battent sans relâche, avec fureur et cruauté. Adeptes de la terre brûlée et des massacres collectifs, ils terrorisent les populations, mettent à sac villes et villages, emportant le bétail et les vivres. La bataille autour des salines de Comacchio dure plusieurs semaines et voit la victoire des Vénitiens qui dès 1482 assiègent Ferrare.
Pour ouvrir un deuxième front, les troupes napolitaines commandées par les Colonna attaquent Rome qui est défendue par Roberto Malatesta. Celui-ci meurt en septembre 1482. Le pape signe une trêve séparée avec Naples, puis un traité de paix à Bagnolo, le 7 août 1484. Le duc de Ferrare évite l'annexion de son duché, les Vénitiens s'emparent de Rovigo et d'une partie de delta du Pô, un de leurs objectifs prioritaires. Comblé de gloire, Sanseverino voit sa paie réévaluée à 120 000 ducats par an, dont un tiers est payé par Venise et le reste par Milan, Naples et Florence. Il est reconnu comme capitaine général de « toutes les armées d'Italie».
À la demande du gouvernement vénitien, il part secourir le pape Innocent VIII qui est engagé contre le roi de Naples. Arborant le gonfalon de l'Église, il essuie un grave revers le 8 mai 1485 face à Trivulzio et Gentile Virginio Orsini. Le pape dénonce son contrat d'embauche mais lui confirme sa confiance pour contrer une offensive de l'empereur Sigismond autour de Trente, lui octoyant une prime de 50 000 ducats qu'il refuse. Il meurt dans une embuscade à Caliano en 1487 lors de cette campagne.
Il est fait comte de Caiazzo, comte de Colorno et marquis de Castelnuovo Tortonese (dans le duché de Milan).

## Descendance
Roberto Sanseverino épouse en premières noces Giovanna da Correggio (morte vers 1467), fille du comte Giovanni da Correggio, puis en secondes noces Elisabetta da Montefeltro, fille naturelle du duc d'Urbino Frédéric III de Montefeltro.
Il est le père de :
- Gianfrancesco (mort en 1502), comte de Caiazzo, général au service du duc de Milan et du roi de France
- Antonio Maria (mort en 1497), marquis de Gualsinara, sert l'armée française dans le Montferrat
- Eleonora, épouse en 1490 Giovanni Adorno, patricien de Gênes
- Gaspare, dit Fracassa (mort après 1480), au service des Sforza
- Galeazzo (mort en 1525), au service du duc de Milan puis du roi de France, grand écuyer de France de François Ier
- Federico (mort en 1516), cardinal
- Giulio
- Sveva, épouse de Bernardo Anguissola, comte de Montechiaro
- Ginevra, épouse du comte palatin Lucio Malvezzi
- Giulia (morte en 1540), épouse Giovanni Tommaso Carafa, comte de Monteroduni
- Ippolita, épouse de Cristoforo Torelli, comte de Montechiarugolo
- Ludovica, épouse de Francesco Maria Torelli, comte de Guastalla
- Francesca, épouse d’Archambaud de Cholle, seigneur de Loubardière
- Ottaviano
- Giorgio
- Alessandro (mort en 1527), enfant naturel, archevêque de Vienne